# Schlacht um den Grand-Couronné
Die Schlacht um den Grand-Couronné, vom 4. bis zum 12. September 1914 war zu Beginn des Ersten Weltkrieges eine der sogenannten Grenzschlachten in Lothringen. Sie fand zeitgleich mit der entscheidenden Marneschlacht an der Westfront im Raum östlich von Nancy statt. Eingeleitet wurde die Schlacht durch einen Angriff der deutschen 6. und 7. Armee unter Führung des Kronprinzen Rupprecht von Bayern auf die Verteidigungsstellungen um Nancy, speziell die Grand-Couronné im Nordosten. Auf französischer Seite kämpften die 1. und 2. Armee unter den Generälen Augustin Dubail und Édouard de Castelnau. Es gelang den französischen Streitkräften, den deutschen Angriff abzuwehren.

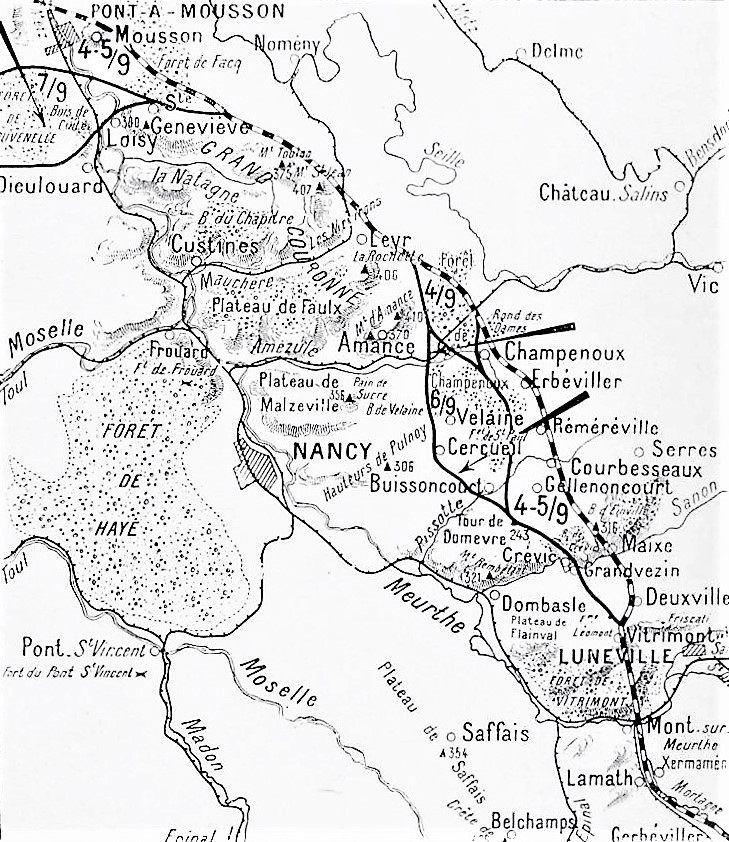
Schlacht um den Grand-Couronné – 4. bis 7. September 1914

## Vorgeschichte
Dem französischen Sieg bei der Schlacht an der Trouée de Charmes folgte eine kurze Atempause, in der die deutsche Armee neu organisiert wurde. Anfang September fasste die Armee des Kronprinzen von Bayern den Beschluss, die Stadt Nancy einzunehmen. Schon 1913 hat der französische General  Édouard de Castelnau vorgeschlagen, die Höhen der  Grand Couronné zu befestigen, die Arbeiten begannen, wurden aber nur sehr langsam ausgeführt. Sie waren bei Beginn des Krieges unvollendet, waren aber in der gleichnamigen Schlacht nützlich.

## Verlauf
Die neue deutsche Offensive fand vom 4. bis 12. September 1914 östlich der wenig befestigten Stadt Nancy und auf den nördlich und östlich vorgelagerten Höhen statt. Diese Höhen von Grand Couronné, die einen Halbkreis östlich von Nancy bildeten, gaben der Schlacht den Namen. Die Grande Couronée breitet sich in Richtung Lunéville bis nach Leomont aus, das bereits im Zentrum der Schlachten bei der Trouée des Charmes lag. Die auf dem Mont d'Amance und in den Wäldern von Champenoux und St. Paul stationierten Angriffstruppen des II. (General der Infanterie Karl von Martini) und III. bayerischen Armeekorps (General der Kavallerie Ludwig von Gebsattel) wurden durch Kaiser Wilhelm II. selbst geleitet, der dazu aus Metz angereist war.

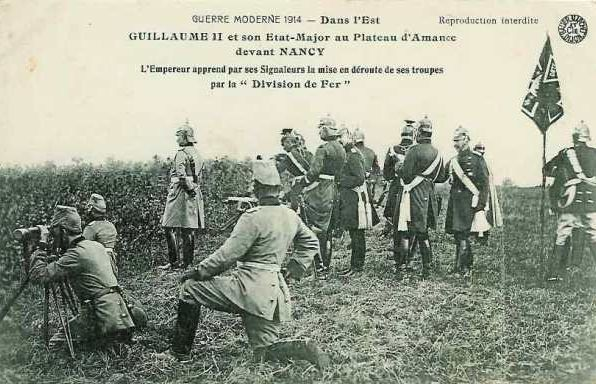
Wilhelm II. und sein Stab auf dem Amance-Plateau bei Nancy – 1914

Die Kämpfe wurden in der Nacht des 4. September 1914 mit einer sehr heftigen Artillerievorbereitung eingeleitet. Auch die Stadt Nancy stand unter den Beschuss deutscher Waffen. General Castelnau hatte im Norden die 2. Reserve-Gruppe (General Léon Durand) vor Pont-à-Mousson (73. Reserve-Division) und auf den nordöstlichen Höhen der Grand Couronné (59. und 68. Reserve-Division) eingesetzt, wobei dieser Truppenkörper vom Gelände profitieren konnte. Die zwischen Réméréville und Courbesseaux eingesetzte 70. Reserve-Division (General Émile Fayolle) hielt die Verbindung zum französischen 20. Corps (General Maurice Balfourier), welches den am stärksten exponierten Teil der Verteidigung einnahm. Die 11. und 39. Division verteidigten hier ein hügeliges Gebiet, das sich von Buissoncourt, über Haraucourt nach Flainval hinzog – mit vorgeschobenen Kräften bei Maixe. Das 16. Corps (General Louis Émile Taverna) stand südlich davon, entlang des linken Ufers der Mortagne, wo im Raum Gerbéviller der Anschluss an die 1. Armee erfolgte.

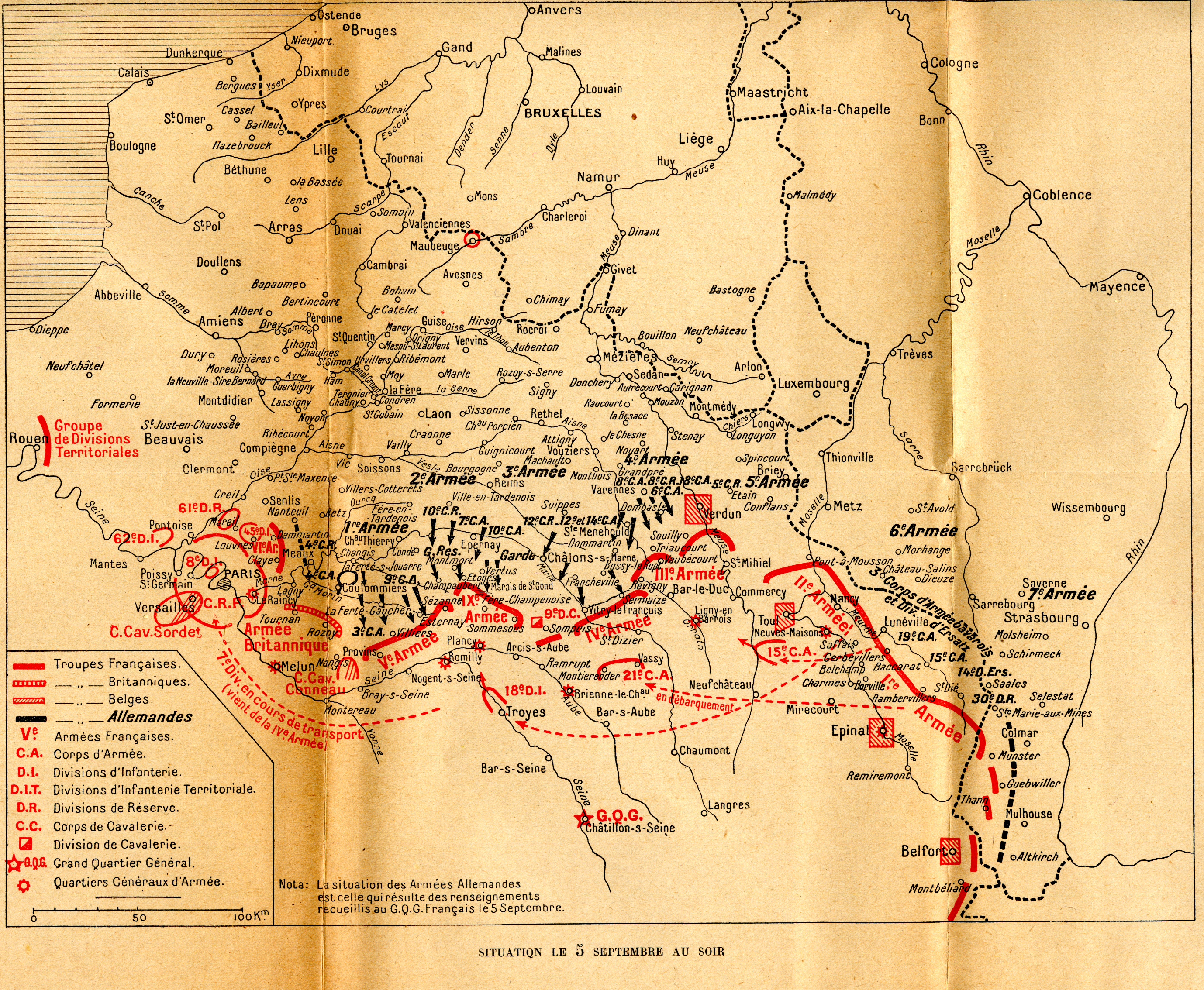
Westfront am 5. September 1914

Der 7. September wurde zum Höhepunkt der Schlacht: Die Deutschen versuchten, Nancy im Osten zu umgehen und zwangen die französischen Truppen, sich bis auf vier Kilometer vor der Stadt zurückzuziehen. Weiter nördlich wurden auch Xon und der Hügel von Mousson beschossen. Wegen der Bedrohung wurde Pont-à-Mousson evakuiert und die Brücke über die Mosel gesprengt, die französischen Truppen zogen sich hier auf die Linie zwischen Loisy und Dieulouard zurück.
Die französischen Linien hielten jedoch stand und am 12. September mussten sich die Deutschen ihrerseits zurückziehen. Vorher bombardierten sie noch das Gebiet und hinterließen eine von Granaten verwüstete Landschaft.
Der deutsche Rückzug war durch die Schlacht an der Marne (1914) verursacht. Dort gelang es den deutschen Truppen nicht, die französische Front zu durchbrechen, was für den Erfolg des Schlieffen-Plans unabdingbar war.

## Folgen
Am 13. September konnte Lunéville von den Franzosen wieder besetzt werden. Die französische Militärführung hat aus den drei Schlachten in Lothringen die Erkenntnis gewonnen, dass die französischen Truppen den deutschen Angriffen standhalten können, trotz der Überlegenheit der deutschen schweren Artillerie. Dies bewog Marschall Joseph Joffre und Sir John French, den Rückzug ihrer Truppen an der Marne zu beenden und die Schlacht mit den deutschen Armeen zu suchen.
Die Oberste Heeresleitung beorderte infolge der endgültigen Erstarrung der Front in Lothringen weitere Truppenteile an den rechten Heeresflügel, darunter die Masse der 7. Armee.

## Sonstiges
Der Maler Alfred Renaudin (1866–1944) hat mehrere Gemälde der von der Schlacht zerstörten Gemeinden und Landschaften gemalt.